# Hintermühle (Wipperfürth)

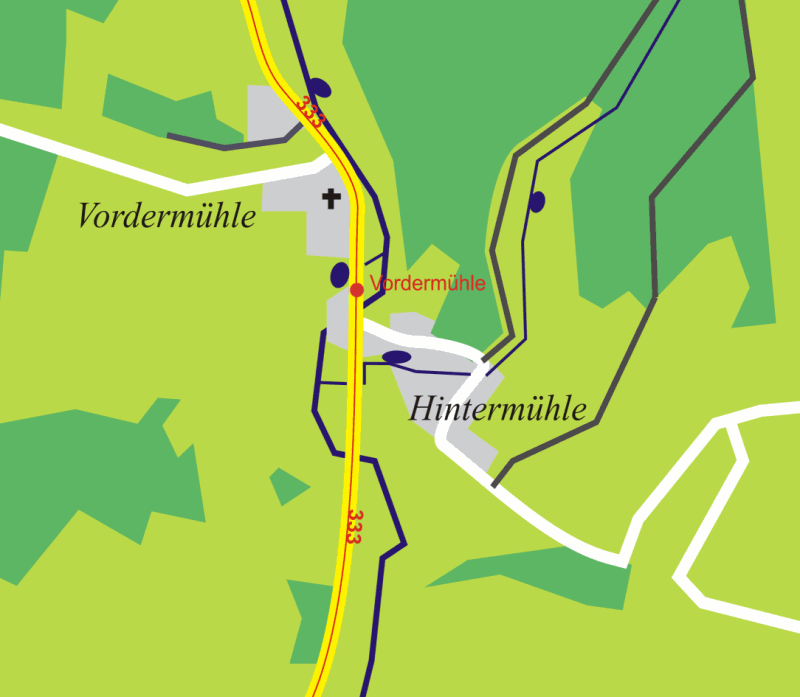
Karte des Ortes

Hintermühle ist ein Siedelplatz von Wipperfürth im Oberbergischen Kreis im südlichen Nordrhein-Westfalen (Deutschland) innerhalb des Regierungsbezirks Köln. Der Weiler gehört zum Ortsteil Agathaberg, liegt auf einer Höhe von 270 m ü. NHN und hat 10 Einwohner (Stand: 2004).

## Lage und Beschreibung
Hintermühle liegt unmittelbar neben Vordermühle und hat aber eine eigene Wasserversorgung. Weitere Nachbarweiler sind Berrenberg und Wingenbach.
Durch Hintermühle fließt der Wingenbacher Siefen, ein Zufluss der Lindlarer Sülz. Der Heiberg liegt nordöstlich der Ortschaft.

## Geschichte
1548 wurde der Ort das erste Mal urkundlich erwähnt. „Hans und zwei weitere Bewohner tho der Mollen sind in den Listen der bergischen Spann- und Schüppendienste genannt“.

## Busverbindungen
Haltestelle Vordermühle:
- 333 Wipperfürth – Dohrgaul – Frielingsdorf – Engelskirchen Bf. (OVAG, Mo–So, kein Abend- und Nachtverkehr)